# Xenocalamus michellii
Xenocalamus michellii е вид влечуго от семейство Lamprophiidae.

## Разпространение
Видът е разпространен в Демократична република Конго.